# Liste der Straßen und Plätze in Berlin-Gatow

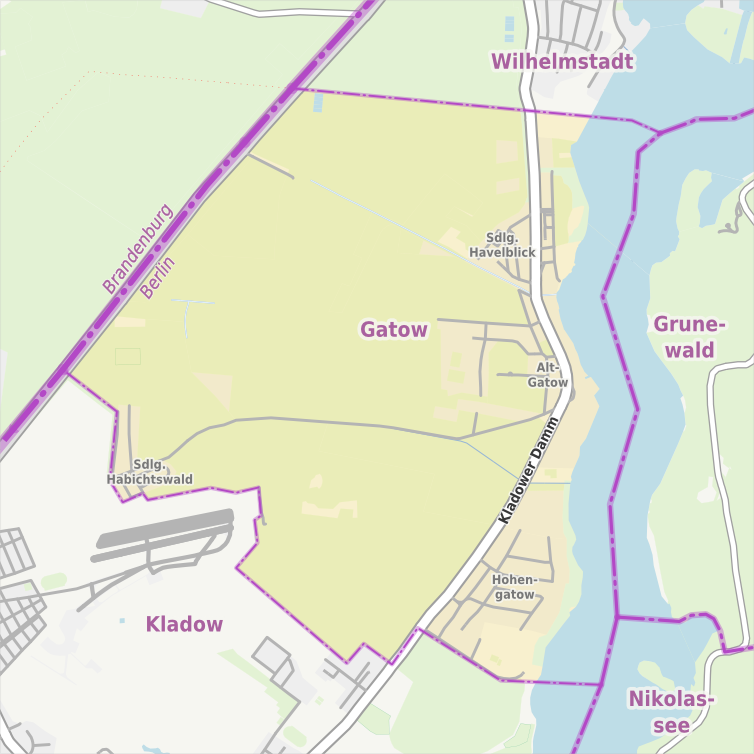
Übersichtskarte von Berlin-Gatow

Die Liste der Straßen und Plätze in Berlin-Gatow beschreibt das Straßensystem im Berliner Ortsteil Gatow mit den entsprechenden historischen Bezügen. Gleichzeitig ist diese Zusammenstellung ein Teil der Listen aller Berliner Straßen und Plätze.

## Überblick

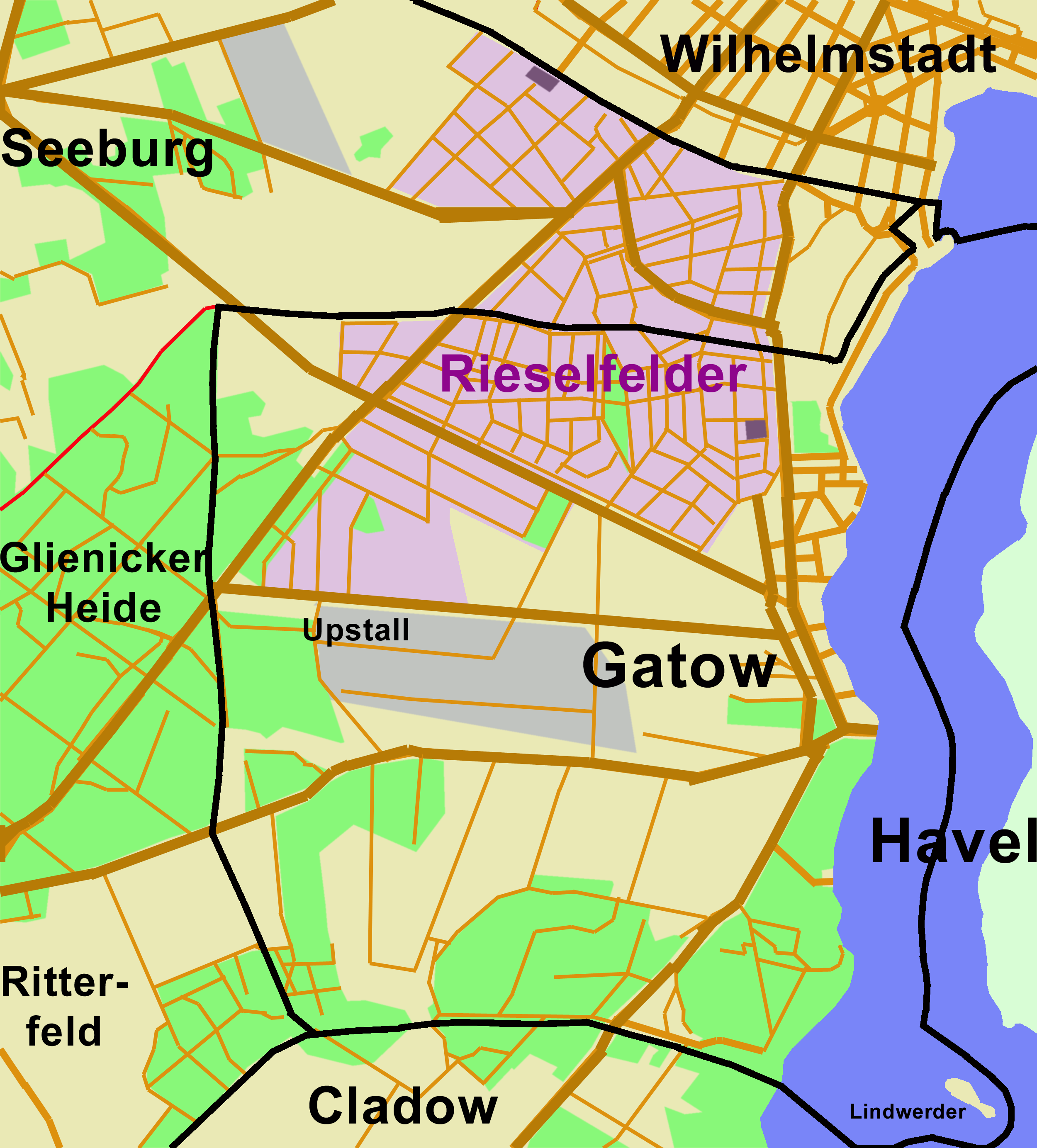
Straßensystem in Gatow um 1920

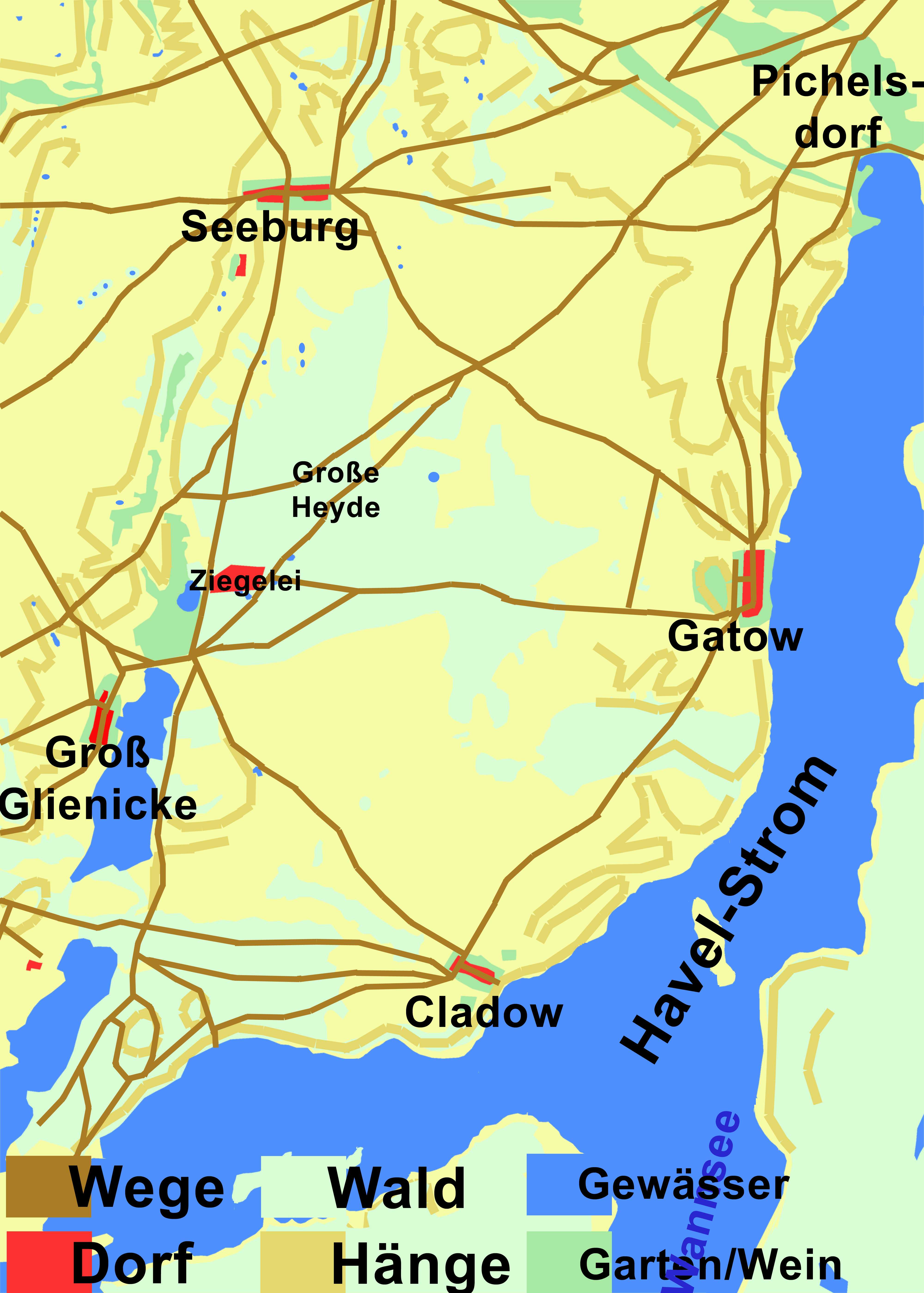
Das Wegesystem zwischen Gatow, Cladow, Groß Glienicke, Seeburg und Pichelsdorf um die Jahre 1770–1790
_______________________
• Straße nach Cladow
(Kladower Damm)
• nach Groß-Glienicke (West)
• Weg nach Seeburg (Straße 265)
• Wege zum Weinmeisterhorn
(Pichelsdorf)
• Triftweg (westlich zum Ort)

Der Ortsteil Gatow hat 3.561 Einwohner (Stand: 31. Dezember 2023) und umfasst den Postleitzahlenbereich 14089. Im Ortsteil liegen 54 gewidmete Straßen und Wege sowie zwei benannte Plätze. Die Gesamtlänge der Straßen und Wege im Ortsteil, soweit sie in das Regionale Bezugssystem (RBS) aufgenommen sind, beträgt 28,9 Kilometer, wozu auch das Teilstück der Bundesstraße 2 gehört. Andererseits gehören vier Straßen ebenfalls zu den Nachbarortsteilen und tragen dort den gleichen RBS-Straßenschlüssel.

### Geschichte
Das Straßensystem von Gatow wird durch die Lage des Ortes zwischen Havel und Landesgrenze bestimmt. Schon früh kam das Angerdorf Gatow an das Amt Spandau. 1890 hatte Gatow 440 Einwohner und die Stadt Charlottenburg nahm auf Gatower Feldflur ihre Rieselfelder in Betrieb. Nach der Eingliederung zu Groß-Berlin sind im Adressbuch 1922 lediglich An der Cladower Chaussee mit acht bewohnten Grundstücken und die unter Dorf genannten Grundstücke bezeichnet. Dazu ist Weinmeisterhorn zu Gatow gehörig bis an die Gemarkung Spandau mit acht Bauten vermerkt, vorzugsweise von Rudervereinen genutzt und es ist die Gaststätte Restaurant Weinmeisterhorn des Gemeinnützigen Vereins zur Förderung der Kleingärtner Wohngenossenschaft aufgeführt. Ohne Grundstücke sind Weg nach Groß-Glienicke, Chaussee nach Spandau und ab Dorf Nach Seeburg, Nach Groß-Glienicke aufgeführt. 1930 sind für Gatow neun Straßen aufgeführt: Chaussee nach Spandau (elf bebaute Grundstücke), An der Cladower Chaussee (13 bebaute Grundstücke zwischen Ackerland und Wald), Dorfstraße (31 bebaute Grundstücke, darunter drei Gaststätten), Groß-Glienicker Weg (drei bebaute Grundstücke), An der Havel (drei bebaute Grundstücke), Insel Lindwerder (mit Restaurant, bewohnt vom Fährmann C. Blankenburg und dem Physiologen Mercklin), Mühlenweg (unbebaut ab Dorfstraße), Schulstraße (acht bebaute Grundstücke samt der 18. Gemeindeschule), Straße zur Villa Lemm (mit dem Lemm'chen Haus und einem Sechsparteienhaus der Stadt Berlin) und Weinmeisterhorn mit vier Häusern, dem Seglerheim, Restaurant Weinmeisterhorn und Grundstücken von Segler- und Rudervereinen. Im Jahr 1931 wurden in Hohengatow (vorher: ‚Havelmaten‘) nach Bebauungsplan im Hochwald an der Gemarkung Kladow Straßen angelegt und benannt, die 1934 noch unbebaut oder als Baustellen im Adressbuch angegeben sind. Für die Entwicklung von Gatows Straßen ist der Fliegerhorst bedeutsam, der seit 1935 aufgebaut und zwischen 1945 und 1994 als britischer Militärflugplatz genutzt wurde. Die britische Nutzung erforderte 1945 eine Abgabe Brandenburger Gebiete (Seeburg) zum britischen Sektor (Spandau) durch Gebietsaustausch. Die Gatower Grenzlinie unter Abgabe des vormals jenseitigen Rieselfeldzipfels wurde die Potsdamer Chaussee (heutige B 2) und es kam Rieselfeldgelände zum Verwaltungsbezirk Spandau (auch zum Ortsteil Wilhelmstadt). Von Einfluss auf das Straßensystem ist die Lage der Rieselfelder Karolinenhof im Westen und die Havel im Osten. So liegen zwischen Potsdamer Chaussee und Gatower Straße vorzugsweise Waldflächen, deren querlaufende Nummern-Straßen unbebaut sind und die den vormaligen Rieselfeldzufahrten entsprechen, wie Straße 265, die am Südlichen Rieselfeldabfanggraben entlangführt.

### Straßenlage und Ortsteilgrenze
Die Nachbarortsteile über die Havel hinweg sind Grunewald und Nikolassee. Mit der Grenze zu Kladow gelangt die Begrenzung am Südrand der Siedlung Hohengatow ans Ufer und führt am Südrand des Breitehornwegs zum Kladower Damm an dessen Westrand unter Ausschluss des Straßenlandes nördlich der Grundstücke der Christoph-Kolumbus-Straße weiter. Im Weiteren verbleibt die Fläche des ehemaligen Flugplatzes Gatow außerhalb des Ortsteils, das Straßenland des Außenwegs gehört zum Ortsteil, ebenso die Fliegerhorst- und die Siedlung Habichtswald. Die Ortsteilgrenze führt am Außenweg sodann zur Potsdamer Chaussee, an deren Westseite die Stadtgrenze zu Groß-Glienicke liegt. Am Wechsel zu Engelsfelde verläuft die Grenze zu Wilhelmstadt ostwärts durch das Gebiet der ehemaligen Rieselfelder wiederum auf die Havel zu. Im Westen des Ortsteils liegen die ehemaligen Rieselfelder, so ist das Verhältnis Anzahl der Straßen bezogen auf die Gesamtfläche des Ortsteils vergleichsweise gering.
Die Gemarkungsgrenzen von Gatow änderten sich als im August 1945 der Gebietsaustausch zu Gunsten des Flugplatzes Gatow gegen Weststaaken zwischen den britischen und sowjetischen Alliierten stattfand. 2003 wurde die Ortsteilgrenze verschoben, sodass Gatow das Flughafenareal mitsamt dem Luftwaffenmuseum und der Landstadt an den Nachbarortsteil Kladow verlor. Gekennzeichnet ist das Straßensystem Gatows von zwei durchgehenden Berliner Hauptstraßen: Das havelnahe Ortssystem um die regionale Straßenverbindung (Kategorie III) Alt-Gatow in der Trasse Spandau–Potsdam zum Potsdamer Stadtteil Sacrow (heute in Kladow zum Ritterfelddamm) und die übergeordnete Straßenverbindung (Kategorie II) der Potsdamer Chaussee am westlichen Berliner Stadtrand, die ebenfalls in der historischen Bindung von Spandau nach Potsdam liegt, heute mit dem Anschluss durch den Potsdamer Ortsteil Groß Glienicke.

## Übersicht der Straßen und Plätze
Die nachfolgende Tabelle gibt eine Übersicht über die vorhandenen Straßen und Plätze im Ortsteil sowie einige dazugehörige Informationen.
- Name/Lage: aktuelle Bezeichnung der Straße oder des Platzes. Über den Link Lage kann die Straße oder der Platz auf verschiedenen Kartendiensten angezeigt werden. Die Geoposition gibt die Lage der ungefähren Mitte der Straßenlänge an.
- Im amtlichen Straßenverzeichnis nicht aufgeführte Verkehrswege sind mit * gekennzeichnet.
- Ehemalige oder nicht mehr gültige Straßennamen sind kursiv gesetzt. Für bedeutende ehemalige Straßen oder historische Straßennamen ist gegebenenfalls eine gesonderte Liste vorhanden.
- Länge/Maße in Metern:
Die in der Übersicht enthaltenen Längenangaben sind  gerundete Übersichtswerte, die in Google Earth mit dem dortigen Maßstab ermittelt wurden. Sie dienen Vergleichszwecken und werden, sofern amtliche Werte bekannt sind, ausgetauscht und gesondert gekennzeichnet.
Bei Plätzen sind die Maße in der Form a × b für rechteckige Anlagen und für (ungefähr) dreieckige Anlagen als a × b × c mit a als längster Seite angegeben.
Sofern die Straße auch in benachbarte Ortsteile weiterführt, gibt der Zusatz ‚im Ortsteil‘ an, wie lang der Straßenabschnitt innerhalb des Ortsteils dieses Artikels ist.
- Namensherkunft: Ursprung oder Bezug des Namens.
- Anmerkungen: weitere Informationen über anliegende Baudenkmale oder Institutionen, die Geschichte der Straße und historische Bezeichnungen.
- Bild: Foto der Straße oder eines anliegenden Objektes.

| Name/Lage                      | Länge/Maße (in Metern) | Namensherkunft | Datum der Benennung | Anmerkungen | Bild |
| ------------------------------ | ---------------------- | --- | ------------------- | --- | --- |
| Alt-Gatow (Lage)               | 0730 + 280             | Straße des Angerdorfs Gatow | 3. Mai 1935         | Die Straße liegt im Hauptstraßenzug (übergeordnetes Straßensystem) Gatower Straße (nordwärts) und Kladower Damm (südwärts). Sie hieß bis 1935 Dorfstraße, vorher nur Dorf. Es ist die erste Straße in der früheren Dorfgemeinde Gatow. Gatow wurde 1258 erstmals urkundlich erwähnt. Seit 1920 mit der Eingemeindung nach Groß-Berlin gab es durch die vormaligen Vororte den Namen Dorfstraße mehrfach, so wurden die meisten unter Vorsatz von „Alt-“ zum Namen des Ortsteils umbenannt. Der ursprüngliche Anger liegt im Südteil der Straße und besitzt dort noch einen östlichen Ast mit Abzweig zum Groß-Glienicker Weg und wird im RBS als Ergänzungsstraße geführt, der eigentliche Anger dazwischen ist eine Grünfläche. 1922 sind die Grundstücke in Gatow schon zum Teil nummeriert. Auf 15b bestand eine Baumschule, in dem zugehörigen Wohnhaus gab es zehn Parteien. Neben dem Gemeindehaus (bewohnt vom Nachtwächter J. Heiland und der Witwe D. Kühn) stehen die Kirche und die Schule von Gatow, in der der Kantor E. Draeger, der beamtete Magister M. Marusch und der pensionierte Sekretär E. Orthband und der Lehrer F. Orthband wohnen, auf Grundstück 10 folgt ein weiteres Gemeindehaus. Neben dem Beutel’schen Haus (I bis III) des Gärtnereibesitzers E. Beutel (bewohnt von einem Rentier, dem Tischler und vier Arbeitern) liegt das Beutelsche Gut, neben dem Mammschschen Haus am Weg nach Groß-Glienicke. Auf Nummer 29 befindet sich ein Erholungsheim der Dresdner Bank, neben dem im Schulzeschen Haus die Postagentur ist und neben Nr. 22 liegt ein weiteres Gemeindehaus mit vier Bewohnern. Das alte Herrenhaus (Alt-Gatow 54) wurde erst als Polizeirevier 149 genutzt und dann als Kindergarten eingerichtet. Alt-Gatow 65 ist das Baudenkmal des ehemaligen Beutel’schen Hofs mit Wohnhaus um 1890, Speicher von 1763 und Scheune von 1904. Es ist der einzige der erhaltenen Bauernhöfe in Gatow, bei dem sich das markante Wohnhaus mit seiner Giebelseite zur einstigen Dorfstraße wendet. An der Straße Alt-Gatow sind 14 Objekte in die Berliner Denkmalsliste aufgenommen, wobei insbesondere Bauernhöfe und Wohnhäuser als Denkmalensembles geschützt sind. | Alt-Gatow nach Süden zum Anger · Alt-Gatow auf den östlichen Ast über den Anger hinweg                                     |
| Am Berghang (Lage)             | 0560                   | am Fuß des Nordhang des Gatower Mühlenbergs | 1. Nov. 1965        | Die Sackgasse führt in Höhe der Kirche von der Buchwaldzeile als Zufahrtsstraße nach Westen über Am Kinderdorf hinweg zu den Siedlungshäusern westlich des Wendehammers. Sie liegt nördlich vom NSG Windmühlenberg. Nach Bebauungsplan ist die Straße 268 trassiert und unter diesem Namen wurde sie angelegt. Als Weg führt die Trasse weiter über die Siedlung Windmühlenberg hinaus ins Waldgebiet der Hüllenpfuhlenden. Nach dem Gatower Brand wurde 1901 ein Fonds für den Neubau einer Dorfschule 1901 beschlossen, die 1905 als dreiklassige Volksschule Ecke Buchwaldzeile fertiggestellt war und 1945 von den Russen zerstört wurde. | Straße Am Berghang |
| Am Havelufer (Lage)            | 0200                   | nahe dem Ufer der Havel gelegen, symbolisch werbend für die Neubauten | 31. Okt. 1995       | Die Straße liegt östlich parallel zur Gatower Straße und setzt den Hainbuchenweg nach Süden bis Am Ortsrand fort, es ist die Zufahrt zu den mit dieser Straße angelegten Neubauten einer Reihenhaussiedlung zwischen Gatower Straße, Rothenbücherweg und Grundstücken zu Am Ortsrand hin. Im Spandauer Straßenverzeichnis sind die Grundstücke Havelufer 1–15 (ungerade) 2–30 (gerade) genannt. | Blick zu Am Havelufer über die doppelbahnige unbenannte Zufahrtsstraße hinweg                                              |
| Am Kiefernhang (Lage)          | 0470                   | Kiefernhang, eine mit Kiefern bewachsene Gebietserhöhung nahe dem Krankenhaus Hohengatow | 9. Sep. 1931        | Die Straße im Südosten des Ortsteils geht an der Südostecke des Hellebergeplatz vom Hellebergeweg ab und führt über den Hochwaldsteig als Stichstraße weiter. Ein Waldweg führt an die Ortsteilgrenze am Breitehornweg. Trassiert wurde sie als Straße 7 des Bebauungsplans für die „Siedlung Hohengatow“. Noch 1930 sind die Grundstücke dieser Ortslage (meist unnumeriert) unter An der Cladower Chaussee zusammengefasst. Das 1928 vom Architekten Berthold Petruschke erbaute Wohnhaus Am Kiefernhang 22 für den in Charlottenburg wohnenden Stadtamtmann Wilhelm Lentz ist in der Denkmalsliste als Baudenkmal aufgenommen. Noch 1943 ist für das Grundstück 22 Sommerhaus angegeben. und für die Straße gilt (wie alle in Hohengatow) der Hinweis „Post Bln.=Kladow“. Mit dem Beginn der Bebauung in Hohengatow wurden Straßen benannt und angelegt, vorher führten hier durch das Waldgebiet bereits Wege, die sich nicht unmittelbar mit den heutigen Verläufen decken. | Am Kiefernhang 22 |
| Am Kinderdorf (Lage)           | 0470                   | Albert-Schweitzer-Kinderdorf, 1964–1968 entstanden | 1. Nov. 1965        | Die Straße, nach Bebauungsplan Straße 258, liegt zwischen Weiter Blick und Melsunger Straße zwischen dem Kinderdorf (westlich der Straße) und der „Wochenendsiedlung Windmühlenberg“, die östlicher dazu liegt. Südlich führt gleichnamig ein Fußweg am Annenhof vorbei zur Straße 264. Von Kinderfreunden wurde im August 1960 der „Verein Albert-Schweitzer-Kinderdorf Berlin e. V.“ gegründet, um Waisenkinder die Einweisung in Heime zu ersparen und sie in Großfamilien aufwachsen zu lassen. 1962 wurde das Grundstück in Gatow erworben und 1964–1968 entstand dieses Kinderdorf mit der 1965 benannten Straße. In Gatow sind einige als typisch nationalsozialistisch zu klassifizierende Bauten zwischen 1934 und 1945 entstanden. Am Kinderdorf 23–27 (Grundschule am Windmühlenberg) wurde in den letzten Monaten des Zweiten Weltkriegs ein nicht mehr fertiggestellter Lazarettbau der Organisation Todt untergebracht. Ein Fußweg von Am Kinderdorf zum Windmühlenberg wurde in Gatow als erster Weg nach Frauennamen als Lee-Parry-Weg benannt. Grundlage ist ein Beschluss der Spandauer BVV vorzugsweise neue Straßen nach Frauen zu benennen, namensgebend hier ist die Schauspielerin Lee Parry. | Am Kinderdorf |
| Am Ortsrand (Lage)             | 0330                   | am nördlichen Ortsrand von Gatow | 1. Sep. 1973        | Die kleine Straße besteht aus Reihenhäusern und endet am Havelufer. Auf der rechten Seite liegt die Umfriedungsmauer der Villa Lemm, die nach dem Krieg vom britischen Stadtkommandanten bewohnt wurde. Nach Bebauungsplan bis 1973 Straße 271 genannt, geht sie östlich von der Gatower Straße ab und über den Rothenbücherweg zur Havel. Der östliche Teil deckt sich mit dem Havel-Radweg / Spandauer Weg, Nummer 02 der Grünen Hauptwege Berlins, der nach Süden durch Alt-Gatow und nordwärts am Havelufer entlangführt. Die Straße liegt am Ortsrand von Gatow, was ihr diesen Namen einbrachte. | Am Ortsrand (Richtung Havel)                                                                                               |
| Am Wiesenhaus (Lage)           | 0130                   | Wiesenhaus, lag an der Straße vom Dorf zur Ablage Gatow | 19. Juni 1956       | Das Wiesenhaus stand am Wege von Alt-Gatow zur Ablage Gatow an der Havel. Die schmale Pflasterstraße geht als Sackgasse und weiter als Fußweg zur Wasserrettungsstation auf Grundstück Nr. 9. Zur Straße gehören weiterhin die Grundstücke 2, 6 und 8. Sie liegt zwischen dem östlichen Abschnitt von Alt-Gatow am Anger und der Kleinen Badewiese an der Havel. | Am Wiesenhaus |
| An den Berggärten (Lage)       | 0380                   | Gartenanlage am Windmühlenberg | 2. Jan. 1973        | Die Straße 255 wurde nach der Trassierung im Bebauungsplan bezeichnet und liegt von der Buchwaldzeile nach Westen zur Straße 254. Die 250er Straßen sind zudem nicht im 1943er Adressbuch aufgeführt. An den Berghängen begrenzt das Naturschutzgebiet Windmühlenberg im Süden und die „Wochenendsiedlung Windmühlenberg“ im Norden. Der Straße selbst sind nur die Grundstücke 5–7 (fortlaufend) zugeordnet. Die Siedlung Windmühlenberg ist eine neue Einfamilienhaussiedlung nahe dem Dorfkern. Die in dieser Siedlung liegenden Wege der Wochenendsiedlung sind nicht im amtlichen Straßenverzeichnis von Spandau aufgenommen, von West nach Ost querlaufend sind es Straße 254, Erlkönigsteig und Erlkönigsteig und parallel untereinander etwas versetzt bis zur Buchwaldzeile liegen Feensteig, nördlich Rübezahl- und südlich Gnomensteig, Schneewitchensteig mit Ausgang an der Buchwaldzeile. | Bockwindmühle an den Berggärten                                                                                            |
| Annenweg (Lage)                | 0140                   | der Annenhof liegt dem Wege an | nach 1960           | Der Annenweg liegt vom Groß-Glienicker Weg nach Norden zur Straße 264, als Fußweg führt er durch die Siedlung Weiter Blick weiter zur Straße Am Kinderdorf und dem dortigen Albert-Schweitzer-Kinderdorf. Der Annenhof war bis 1998 der landwirtschaftliche Betrieb des Landbauingenieurs Hans-Joachim Ernst und gehört unter der Adresse Straße 264 Nr. 12 zum Bestand des Vierfelderhofs Gatow. Der Annenweg selbst ist der landwirtschaftliche Nutzweg durch die Felder im Winkel zwischen Groß-Glienicker Weg und Straße 264, ohne Grundstücke und somit nicht im amtlichen Straßenverzeichnis aufgenommen. Der Annenhof (Straße 264 Nr. 12) liegt unmittelbar an der Nordwestecke der Wegekreuzung und neben dem Annenweg. | Annenweg |
| Außenweg (Lage)                | 0470                   | liegt am Westrand des Ortsteils | 9. Aug. 1956        | Die Straße liegt zwischen Potsdamer Chaussee und Groß-Glienicker Weg und von Letzterem auch südwärts zum ehemaligen Flugplatz und somit zur Ortsteilgrenze zu Kladow. Es war bis 1956 eine unbenannte Privatstraße der „Siedlung Habichtswalde“, südlich liegen die „Künstlersiedlung“ und die Fliegerhorstsiedlung. Das Straßenland gehört zu Gatow, der an die Westseite der Straße grenzende ehemalige Flugplatz Gatow und das (davon nördlicher gelegene) Gelände des ehemaligen Schießplatzes der britischen Truppen in Berlin liegen in Kladow. In Gatow sind einige als typisch nationalsozialistisch zu klassifizierende Bauten zwischen 1934 und 1945 entstanden: Im Habichtwald wurde 1935 die „Fliegerhorstsiedlung“ gebaut. | Außenweg |
| Bardeyweg (Lage)               | 0110                   | Ernst Georg Friedrich Jochim Bardey (1855–1914), Mathematiker, Lehrer und Chronist des Osthavellandes und der Gemeinde Gatow                                                                            | 30. Mai 1956        | Die Straße liegt zwischen Gatower Straße und Rothenbücher Weg, dort liegt die Villa Lemm. Die Straße entstand schon mit der Errichtung der Villa Lemm und ist somit im Adressbuch als Straße zur Villa Lemm aufgeführt, nach Spandauer Bebauungsplan für Gatow als Straße 251 geführt. Entsprechend sind 1943 folgende Grundstücke an der Straße im Adressbuch aufgeführt. Linksseitig gehört Eckhaus Gatower Straße 313 der Stadt Berlin, Straße zur Villa Lemm Nr. 11 gehört dem Amtsgehilfen O. Schaffhausen, für 12 und 13 bis Rothbücherweg sind die Eigentümer ungenannt, danach folgen Baustellen. Auf der rechten Straßenseite liegt am Pfirsichweg das Theilig'sche Haus im Besitz eines kaufmännischen Angestellten. Die beiden Wohnhäuser Bardeyweg 5 (1902 erneuert) und das um 1860 erbaute auf Grundstück 7 sind als Baudenkmale aufgenommen. Villa Lemm wurde nach dem Krieg vom britischen Stadtkommandanten bewohnt. | Bardeyweg (Richtung Villa Lemm)                                                                                            |
| Besingweg (Lage)               | 0320                   | Besing, alte Bezeichnung der Heidelbeere | 13. Feb. 1932       | Die Straße 9 erhielt am 9. September 1931 den Namen Besingpfad und wurde im Folgejahr auf Wunsch der Anwohner umbenannt. Sie liegt zwischen Am Kiefernhang und Karlsbergallee in der Siedlung Hohengatow. In dieser Lage ist sie im Adressbuch 1933 erstmals enthalten, auf der rechten Seite sind die Grundstücke 1–15 (ungerade) aufgeführt, wovon auf 3 und 9 Wohnhäuser stehen. Für die linke Seite ist auf unnummeriertem Grundstück das Taubitz'sche Haus aufgeführt. Im 1935er Adressbuch kommt das Wohnhaus Nr. 5 und 7a links und die zwei Sommerhäuser 15 und 17 hinzu. Die rechte Seite ist nummeriert 2–18, das Taupitz'sche Haus bekam die 10, hinzugekommen sind das Wohnhaus Nr. 2 und die Sommerhäuser 6, 8 und 18, die Gärten auf 12 und 14. Für das Jahr 1943 ist die Angabe „Post Bln.-Kladow“ für die Straße notiert. Auf der rechten Seite bestehen die Grundstücke 2–28 mit acht Wohnhäusern, der Garten 12 gehört zu 10 und 14 ist bebaut, das Haus 24 ist unbewohnt. 26 und 28 ist die städtische Gärtnerei der Stadt Berlin. Auf der linken Seite zur Karlsbergallee sind von den Grundstücken 1–19 auf 3, 15, 15a, 17/19 Wohnhäuser und auf 9, 11, 13 Sommerhäuser notiert. 1933 ist der Besingweg erstmals im Adressbuch aufgeführt. Mit dem Beginn der Bebauung in Hohengatow wurden Straßen benannt und angelegt, vorher führten hier durch das Waldgebiet bereits Wege, die sich nicht unmittelbar mit den heutigen Verläufen decken. | Besingweg |
| Breitehornweg (Lage)           | 0770 (im Ortsteil)     | Breitehorn, vorspringende Uferstrecke am Havelufer (benachbart in Kladow) | 7. Nov. 1953        | Die Straße liegt zwischen Kladower Damm und verläuft über den Waldschluchtpfad hinweg als Sackgasse weiter. Am 15. März 1939 erhielt die Straße 184 als Zufahrtsstraße zum 1938 erbauten „Auslandshaus der Hitlerjugend“ auf Antrag der NS-Organisation den Namen Am Auslandshaus (heute: „Haus Lenné“). Nordrand und Straßenland liegen im Ortsteil, die Südseite der Straße in Kladow gehört zum „LSG Gatow – Kladow -–Groß-Glienicke“. Oberhalb des bewaldeten Havelhangs am Ende des Breitehornwegs liegt das 1937–1938 erbaute frühere Auslandshaus der nationalsozialistischen Staatsjugendorganisation Hitlerjugend (HJ) eingebettet in die Flusslandschaft. Entworfen wurde es vom Reichsarchitekt für diese Art der Gebäude, Fritz Gerhard Winter, so auch das Auslandshaus in Hohengatow am Rande der Reichshauptstadt Da es speziell für die Begegnung deutscher Jugendlicher mit jungen Menschen des Bündnispartners der Achse Berlin – Rom eingerichtet war, findet sich häufig „Italienhaus“. Mit dem Beginn der Bebauung in Hohengatow wurden Straßen benannt und angelegt, vorher führten hier durch das Waldgebiet bereits Wege, die sich nicht unmittelbar mit den heutigen Verläufen decken. Vor der heutigen Benennung wurde die Straße am Südrand der Siedlung Hohengatow als Am Auslandshaus geführt, im Adressbuch 1943 ist sie im Ortsteil Gatow aufgeführt, sie liegt zwischen Kladower Damm und Havel und ist nur mit dem Auslandshaus bebaut. | Breitehornweg 54 |
| Buchwaldzeile (Lage)           | 0820                   | Buchwald, Waldgebiet westlich von Gatow | 9. Sep. 1931        | Die gepflasterte Straße liegt zwischen Straße 265 und Groß-Glienicker Weg, sie liegt dabei parallel zur vormaligen Dorfstraße (heute: Alt-Gatow). Der hier liegende Weg hinter den westlichen Dorfgrundstücken wurde vor der Benennung Feldweg genannt oder auch wegen der anliegenden Gemeindeschule Schulweg. Nördlich der Melsunger Straße führt ein befahrbarer Fußweg weiter, der als 10er Zone an der Pferdekoppel entlang. Es existieren die Gebäude für die Landarbeiter des Guts in der Buchwaldzeile 54–56 (Vorderhaus, Stall und Hinterhaus aus der Zeit um 1860) und in der Straße 264 Nr. 1, die „Schnitterkaserne“, und in der Plievierstraße 1 (Wohnbau). Das ehemalige Gärtnerhaus in Buchwaldzeile 49 ist heute ein durch seine Dachkonstruktion bemerkenswertes Wohnhaus und soll vorher auf der Pfaueninsel gestanden haben. Insgesamt ist das Schroedtersche Gut auf Buchwaldzeile 43–61 und Alt-Gatow 52–58 als Denkmalbereich (Gesamtanlage) in der Berliner Denkmalliste aufgenommen und so geschützt. Zwischen der Buchwaldzeile und Alt-Gatow wurde über die alte Gutsgärtnerei 2009 ein Fußweg unter dem Namen „Pfarrer-Jurytko-Steig“ angelegt. Die Namenswahl nach dem katholischen Pfarrer in Gatow Georg Jurytko erfolgte in Würdigung, da er wie der evangelische Pfarrer Johannes Theile aus Staaken (nach dem eine Straße in Staaken schon benannt war) als Gefängnispfarrer im Militärgefängnis Wilhelmstraße während der NS-Diktatur über 500 zum Tode verurteilte Wehrmachtsangehörige begleitet hatte. | Buchwaldzeile |
| Emil-Basdeck-Straße (Lage)     | 0390                   | Emil Basdeck (1878–1964), Katastertechniker im Vermessungsamt Spandau | 15. Juni 2000       | Die Straße in der Siedlung Havelblick liegt zwischen Gatower und Kurt-Marzahn-Straße. Vor der Umwandlung der Kleingartenanlage ‚Havelblick‘ zur Wochenendsiedlung wurde sie nichtamtlich als Nordweg geführt. Nach Rücknahme eines Widerspruchs wurde der Name am 20. April 2003 bestandskräftig. Die Siedlung Havelblick liegt im Nordosten, an den Rieselfeldern auf Höhe des Hafens, auf dem Gelände der Siedlung lag bis Ende der 1920er Jahre die Baumschule der Rieselfelder im Besitz der Stadt Charlottenburg. | Emil-Basdeck-Straße |
| Fliegerhorstsiedlung (Lage)    | 0560                   | als Siedlung für die auf dem Flugplatz Gatow tätigen Piloten angelegt | nach 1936           | Die Straße liegt in dem (heute auch) „Künstlersiedlung“ genannten Eigenheimgebiet, sie führt als Ringstraße südlich vom Groß-Glienicker Weg ab und liegt parallel zu diesem. Die Siedlung wurde 1935 für die Piloten der Luftwaffe gebaut, es sind auf den 30 Grundstücken um die hufeisenförmige Straße 30 weiße einstöckige Häuser mit Spitzdach und Rundbogentür. In Gatow sind einige als typisch nationalsozialistisch zu klassifizierende Bauten zwischen 1934 und 1945 entstanden: Im Habichtwald wurde 1935 die „Fliegerhorstsiedlung“ gebaut. Bis 1956 war die Straße eine unbenannte Privatstraße innerhalb der Siedlung. Als Gesamtanlage ist die Fliegerhorstsiedlung 1–30 in der Denkmalliste aufgenommen. Im Adressbuch 1943 ist die „Reichssiedlung Fliegerhorst“ aufgenommen, als Eigentümer ist Fiskus genannt und bewohnt sind die 30 Wohnhäuser mit Arbeitern und Handwerkern, wie Feuerwehrmann, Schlosser, Heizer, deren Arbeitsstelle der Flugplatz ist. | Fliegerhorstsiedlung 1–30                                                                                                  |
| Gatower Straße (Lage)          | 1260 (im Ortsteil)     | von Spandau her die Straße nach Gatow | vor 1878            | Die Straße liegt im übergeordneten Straßensystem Spandaus (StEP-Klasse II) zwischen der Ortsteilgrenze zu Wilhelmstadt und Straße 265, wo sie in die Straße Alt-Gatow übergeht. Der Straßenname Gatower Straße als amtliche Bezeichnung ist erstmals 1878 belegt. Am 8. Mai 1935 kam die Gatower Chaussee zur Gatower Straße. Gebäude auf den Grundstücken Gatower Straße 231/233 (Landhaus Clara Lemm), 235h (Villa Rothenbücher), 241/243 (Drüsen- und Geschwulst Forschungsinstitut), 296, 301 (Wirtschaftsgebäude der Villa Lemm), 303 (Mietshaus für die Rieselfeldarbeiter) und 313 („Schnitterkaserne“, Gemeindehaus) sind als Baudenkmale in der Liste aufgenommen. | Gatower Straße 303 · Gatower Straße nordwärts der Querung des Südlichen Rieselfeldabfanggrabens, der die Straße unterquert |
| Groß-Glienicker Weg (Lage)     | 3020                   | Groß-Glienicke, südwestliche Nachbargemeinde (Landkreis Potsdam-Mittelmark) | vor 1900            | Der alte Verbindungsweg von Gatow in westlicher Richtung nach Groß Glienicke trug diesen Namen bereits vor 1900, zuweilen Glienicker Weg genannt. 1935 mit dem Ausbau des Flugplatzes Gatow wurde der westliche Straßenabschnitt ein Teil des Flugplatzgeländes. Die Straße liegt heute zwischen Alt-Gatow (Südende) und dem Außenweg und endet so (seit 2003) an der Grenze zu Kladow. In Gatow sind einige als typisch nationalsozialistisch zu klassifizierende Bauten zwischen 1934 und 1945 entstanden: Im Habichtwald wurde 1935 die „Fliegerhorstsiedlung“ gebaut. Bis 1956 war die Straße eine Privatstraße innerhalb der Siedlung und zudem die Zufahrt von Spandau her. | Groß-Glienicker Weg |
| Gustav-Haestskau-Straße (Lage) | 0220                   | Gustav Haestskau (18. Jahrhundert), Katastertechniker, schuf 1728 das erste Kataster Spandaus und zwischen 1720 und 1730 ein achtteiliges Katasterwerk der Stadt Spandau und der umliegenden Ländereien | 15. Juni 2000       | Die Straße liegt zwischen Emil-Basdeck- und Jürgen-Schramm-Straße in der „Siedlung Havelblick“, die sich durch Umformung der „KGA Havelblick“ gebildet hat, wo diese Straße nichtamtlich den Namen Mittelweg trug. Der neue Name wurde erst nach der Rücknahme eines Widerspruchs formell im Jahr 2003 gültig. Die Siedlung Havelblick liegt im Nordosten, an den Rieselfeldern auf Höhe des Hafens. Auf dem Gelände der Siedlung lag bis Ende der 1920er Jahre die Baumschule der Rieselfelder im Besitz der Stadt Charlottenburg. | Gustav-Haestskau-Straße (Richtung Norden)                                                                                  |
| Hafeldweg (Lage)               | 0420                   | Hafeld, Flurbezeichnung von Ländereien im südlichen Teil des Habichtswalds | 9. Aug. 1956        | Die Straße geht nordwärts als Stichstraße Groß-Glienicker Weg ab und erschließt Grundstücke der Habichtswaldsiedlung. Die aus den Jahren 1932–1934 stammenden Gebäude Künstlerweg 2/12, 13–25, 27 und Hafeldweg 26–49 sind als Gesamtanlage „Künstlersiedlung Habichtswald“ in der Berliner Denkmalliste aufgenommen und somit als erhaltenswert geschützt. Bis 1956 war die Straße eine unbenannte Privatstraße innerhalb der Siedlung. | Haveldweg |
| Hainbuchenweg (Lage)           | 0240                   | Hainbuchen, sommergrüne Bäume | nach 1995           | Die Straße liegt östlich parallel zur Gatower Straße 257–263 und erschließt die dem Fahrweg zugeordneten Grundstücke 1–35 (ungerade, westlich) und 2–16 (gerade, östlich). Die Doppelhaushälften stehen quer zu der 3,50 Meter breiten Zufahrtsstraße. Die nach Osten anschließenden Doppelhäuser auf dieser Siedlungsfläche sind dem Rothenbücherweg zugeordnet. Die Wohnbauten südlich der doppelbahnigen, unbenannten Querfahrbahn von der Gatower Straße liegen Am Havelufer den Hainbuchenweg in gleicher Gestaltung fortsetzend. | Hainbuchenweg |
| Havelmatensteig (Lage)         | 0310                   | Havelmaten, Flurbezeichnung zwischen Havel und Kladower Damm, Maten in der Bedeutung Wiesen | 2. Feb. 1931        | Die Straße liegt in Hohengatow (Südostzipfel von Gatow) zwischen Hellebergeweg und Uetzer Steig und schließt nordwärts als Sackgasse an die Grünfläche mit der Uferpromenade an. 1933 erstmals i Adressbuch sind 1934 auf der Feldmark vergebene Grundstücke und ein Neubau notiert. Die Straße trug vor der Benennung die Bezeichnung Straße 2 nach dem Bebauungsplan von Hohengatow. Das Gebäude Havelmatensteig 22, Haus Neitzke, ist in der Berliner Denkmalliste aufgeführt. Das Adressbuch 1943 nennt ab Hellebergeweg links ab Hellebergeweg die Grundstücke 1–21 alle mit Wohnhäusern bebaut, auf der rechten Seite 2–22 (gerade) stehen auf den vier Grundstücken (2–8) bis Uetzer Steig vier Wohnhäuser (8 ist unbewohnt), danach ist 10 mit einem Sommerhaus, 12 und 22 mit Wohnhäusern bebaut, die Straße endet an der Feldmark. Mit dem Beginn der Bebauung in Hohengatow wurden Straßen benannt und angelegt, vorher führten hier durch das Waldgebiet bereits Wege, die sich nicht unmittelbar mit den heutigen Verläufen decken. Nördlich der Siedlung Hohengatow befand sich die Hofstelle Havelmaten. | Havelmatensteig 22 |
| Hellebergeplatz (Lage)         | 0060 × 40              | Helleberge, Höhenzug im Walde westlich vom Kladower Damm | 23. Nov. 1931       | Der Platz wird von Im Eulengrund, Hellebergeweg, Havelmatensteig und Am Kiefernhang eingeschlossen, es ist eine Erweiterung des Hellebergewegs und liegt in Hohengatow. Das „Haus Kisse“ aus den Jahren 1932–1935 am Hellebergplatz 2 gehört zu den Berliner Baudenkmalen. 1943 ist für ihn „Post Bln.-Kladow“ angegeben, Grundstück Hellebergplatz 1 gehört zu Im Eulengrund 1 und für das Haus Kisse sind 2/3 genannt. | Hellebergplatz 2 |
| Hellebergeweg (Lage)           | 0690                   | Hellebergen, Höhenzug im Walde westlich vom Kladower Damm | 23. Nov. 1931       | Die ruhige Wohnstraße liegt in wald- und wasserreiche Umgebung in Hohengatow und die „Gatower Badewiese“ ist fußläufig erreichbar. Östlich zwischen Kladower Damm und Krielower Weg führt sie als Weg nördlich der Wochenendhaussiedlung am Hellebergeweg um den Krielower Platz. Sie führt weiter zur Großen Badewiese am Kleinen Breithorn der Havel, wo sich die Wasserrettungsstation befindet. Auf dem Weg befinden sich 1934 nur „Baustellen“. Anfangs bis 1931 als Havelallee im Adressbuch notiert, trug sie im Bebauungsplan zur „Siedlung Hohengatow“ die Bezeichnung Straße 1. In Gatow sind einige als typisch nationalsozialistisch zu klassifizierende Bauten zwischen 1934 und 1945 entstanden, dazu gehören die Offiziersmietvillen von 1937 für Angehörige der Luftwaffe auf dem Flugplatz Gatow entlang des Kladower Damms, des Hellebergewegs und des Uetzer Steigs. Die Gesamtanlage der Mietvillenanlage mit Garagen Hellebergeweg 21–27 und Uetzer Steig 10–20 aus dem Jahr 1937 ist in der Berliner Denkmalliste aufgenommen. Im Adressbuch 1932 ist der Verweis vom Anliegernamen Havelallee auf den neuen Namen enthalten. Mit dem Beginn der Bebauung in Hohengatow wurden Straßen benannt und angelegt, vorher führten hier durch das Waldgebiet bereits Wege, die sich nicht unmittelbar mit den heutigen Verläufen decken. Die „Siedlung Hellebergeweg“ liegt havelnah an der Südseite zwischen dem die Karlsbergallee verlängernden Weg und der „Großen Badewiese“. | Hellebergeweg vom Kladower Damm ostwärts                                                                                   |
| Hochwaldsteig (Lage)           | 0540                   | Hochwald, ein früher hier vorhandener Wald | 9. Sep. 1931        | Die Straße liegt in Hohengatow zwischen Im Eulengrund und Karlsbergallee. Die 1931 mit den weiteren Wegen in Hohengatow benannte Straße ist 1934 von der Kladower Chaussee abgehend noch als unbebaut aufgeführt. In der Berliner Denkmalsliste ist das Haus Wist, Hochwaldsteig 18, als Wohnhaus mit Garage aus dem Jahr 1937 (Architekt Karl J. Pfeiffer) eingetragen. Bereits vor 1900 führte durch den hier bestehenden Forst (vor der Bebauung in Hohengatow) in Höhe vom Kleinen Breitehorn ein als Hochwaldstraße benannter Weg. Dessen Verlauf deckt sich allerdings nicht mit dem folgenden Hochwaldsteig, sondern führte von der Cladower Chaussee (1 km südlich vom Ortskern) zum Havelufer (Süd) durch das Waldgebiet von Hohengatow. Der Anschluss vom Hochwaldsteig ist durch ausgebaute Bögen trotz der 60 Meter versetzten Straßenachsen über den Marquardter Weg zum Kladower Damm autogünstig. | Hochwaldsteig 18 |
| Im Eulengrund (Lage)           | 0570                   | in dieser Waldlandschaft brüteten früher Eulen | 9. Sep. 1931        | Die Straße, zuerst Straße 6 nach Bebauungsplan, liegt zwischen Helleberge- und Breitehornweg in der Siedlung Hohengatow östlich des Kladower Damms. Haus Simon aus dem Jahr 1936 von Hans Simon, Im Eulengrund 17, ist in der Denkmalsliste als Baudenkmal und der Hausgarten als Gartendenkmal aufgenommen. Im Adressbuch 1932 ist zwischen Feldmark und Hochwaldstraße die Straße Am Birkengrund zur Havelallee (heute: Hellebergeweg) aufgeführt, außer Baustellen ist auf Nummer 14 ein Wohnhaus des Kaufmanns O. Frille genannt. 1933 ist der Verweis s. Im Eulengrund vorhanden, dort mit demselben Grundstück auf 14 schon zwischen Hellebergeplatz, Hochwaldsteig und Gemarkung Kladow. 1943 mit der Angabe „Post Bln.-Kladow“ im Adressbuch sind Richtung Gemarkung Kladow links (1–27) sechs Wohnhäuser, zwei Sommerhäuser und rechts (2–34) sechs Wohnhäuser und zwei Sommerhäuser aufgeführt. Grundstück 6 gehört dem Landwirt E. Beutel (Alt-Gatow 65), 14, 16 und 20, 22 (am Marqardter Weg) gehört der Wohnungsbau A.G. (Deutsches Heim) und werden vom Oberstleutnant Dr. Ing. F. Beckh, Major C. Wilhelm, Flugkapitän F. Meyhoeffer und dem Major a. D. L. v. Wurmb bewohnt. Mit dem Beginn der Bebauung in Hohengatow wurden Straßen benannt und angelegt, vorher führten hier durch das Waldgebiet bereits Wege, die sich nicht unmittelbar mit den heutigen Verläufen decken. | Im Eulengrund 17 |
| Im Havelblick (Lage)           | 0330                   | die hier befindliche Siedlung | 1. Mai 2001         | Die Straße zwischen Emil-Basdeck- und Jürgen-Schramm-Straße wurde bei der Umwidmung der KGA ‚Havelblick‘ zur Wohnsiedlung benannt, vorher trug sie innerhalb der Kolonie den Namen Birkenweg. Die Siedlung Havelblick liegt im Nordosten, an den Rieselfeldern auf Höhe des Hafens. Auf dem Gelände der Siedlung lag bis Ende der 1920er Jahre die Baumschule der Rieselfelder im Besitz der Stadt Charlottenburg. | Im Havelblick (Richtung Süden)                                                                                             |
| Jürgen-Schramm-Straße (Lage)   | 0300                   | Jürgen Schramm (1939–1986), Vermessungsingenieur, Präsident der Baukammer Berlin | 15. Juni 2000       | Die Straße in der Siedlung Havelblick wurde wie eine weitere Straße nach einem in Spandau tätigen Kartografen benannt. Sie liegt zwischen Gatower und Kurt-Marzahn-Straße. In der „Kolonie Havelblick“ wurden bei deren Umgestaltung zur Wohnsiedlung die vorhandenen Straßen amtlich gewidmet. Der vorherige nichtamtliche Name war Südstraße. Ein Widerspruch gegen die Umbenennung wurde 2003 zurückgenommen und damit der neue Name am 20. April formell wirksam. Die Siedlung Havelblick liegt im Nordosten, an den Rieselfeldern auf Höhe des Hafens, auf dem Gelände lag bis Ende der 1920er Jahre die Baumschule der Rieselfelder im Besitz der Stadt Charlottenburg. An der Jürgen-Schramm-Straße / Ecke Gatower Straße befand sich ein Pumpwerk der Wasserbetriebe. | Jürgen-Schramm-Straße (Ecke Gustav-Haestskau-Straße, Richtung Nordwesten)                                                  |
| Karlsbergallee (Lage)          | 0430                   | Karlsberg, über die Havel gegenüberliegender Berg im Grunewald | 23. Nov. 1931       | Die Straße liegt zwischen Besingweg und Waldschluchtpfad und wurde vorher nichtamtlich als Haveldamm bezeichnet, da sie am westlichen Havelufer entlangführte. Drei östlich abgehende Zufahrtsstraßen tragen den gleichen Namen; zu den östlich gelegenen hinter diesen Grundstücken zur Havel hin liegt die Badewiese. Im Süden führt sie ins Pflegezentrum Haus Hohenstein. Das auf Grundstück Karlsbergallee 33b gelegene „Haus Dr. Taegen“ aus den Jahren 1935–1937 ist als Baudenkmal in der Berliner Liste enthalten. Mit dem Beginn der Bebauung in Hohengatow wurden Straßen benannt und angelegt, vorher führten hier durch das Waldgebiet bereits Wege, die sich nicht unmittelbar mit den heutigen Verläufen decken. Im Adressbuch 1931 wird erstmals in diesem Verlauf der Haveldamm genannt. Links (Süd nach Nord) von Waldschlucht (heute: Waldschluchtpfad) folgen auf ungerade nummerierten Grundstücken die Baustellen auf 1, 3 zur Hochwaldstraße (heute: Hochwaldsteig) und 5–9 zu Waldesruh (heute: Besingweg). Rechts ebenfalls von Süd nach Nord liegen zwischen Privatweg und Weg zur Havel Baustellen auf Nummer 2 und 6–12 (gerade) und ein Neubau auf 4. Die heutigen Grundstücke sind 16–20, 30–34 (westlich, gerade) und 7–31 (ungerade), die auch unterteilt sind (13, 13c–13l, hinzu 18–18b, 21, 21a, 23a/23b, 23d, 25–25h, 27a–27f, 29–29c, 33b–33e, 35/35a). Für diese Wohnbauten auf der Hangfläche zwischen Karlsbergallee und Großer Badewiese bestehen drei Zufahrtswege mit Wendehammer von je sieben Metern Breite. | Karlsbergallee 33b |
| Kladower Damm (Lage)           | 1680 (im Ortsteil)     | Kladow, südlicher Nachbarort | 8. Mai 1935         | Seit um 1900 hieß die Straße Gatower Chaussee und war die Verbindung von Spandau mit Kladow. Noch 1934 gab es lediglich entlang der Dorfstraße erste Wohnbauten. 1935 mit der Benennung von Alt-Gatow wurde die Chaussee geteilt und zwischen Gatow und Kladow als Kladower Damm benannt. Nördlich der Dorfstraße nach Wilhelmstadt der Gatower Straße zugeteilt. Die Straße führt seither vom Groß-Glienicker Weg (Alt-Gatow fortführend) bis zum Ortsteilrand nach Kladow. In Gatow sind einige als typisch nationalsozialistisch zu klassifizierende Bauten zwischen 1934 und 1945 entstanden, dazu gehören die Offiziersmietvillen von 1937 für Angehörige der Luftwaffe auf dem Flugplatz Gatow entlang des Kladower Damms, des Hellebergewegs und des Uetzer Steigs. Bis zur Einrichtung der Siedlung Hohengatow und der Benennung der hier angelegten Straßen war das Gebiet unter An der Cladower Chaussee zusammengefasst. | Kladower Damm |
| Krielower Platz * (Lage)       | 0100 × 40              | Krielow, westlich liegende Gemeinde an der Havel, heute Ortsteil von Groß Kreutz | 12. Feb. 1932       | Zunächst wurde der Platz mit weiteren Straßen in Gatow am 9. September 1931 als Badewiesenplatz benannt. Nach dem Bebauungsplan trug der Platz am Westufer der Havel die Bezeichnung Platz Y. Im Jahr 1934 ist hier zwischen Helleberge-, Krielower Weg und Seepromenade lediglich das Restaurant Badewiese von Gastwirt Bremert verzeichnet. Der Platz existiert nach der Bebauung der Wochenendhaussiedlung am Hellebergeweg heute nicht mehr und ist auch im Regionalen Bezugssystem (RBS) nicht vorhanden, wird aber zuweilen im allgemeinen Sprachgebrauch noch verwendet. Der Weg Richtung Osten ist heute als Seepromenade ausgeschildert. Die nördlichen Grundstücke gehören zur Seepromenade, die südlichen jedoch zum Hellebergeweg. | Krielower Platz |
| Krielower Weg (Lage)           | 0300                   | Krielow, westlich liegende Gemeinde an der Havel, heute ein Ortsteil von Groß Kreutz | 12. Feb. 1932       | Die Straße im Norden von Hohengatow liegt zwischen Hellebergeweg und Uetzer Steig und schließt nordwärts als Sackgasse an die Grünfläche mit der Uferpromenade an. Der Weg, nach Bebauungsplan Straße 5, wurde 1931 mit weiteren Straßen in Hohengatow zunächst als Badewiesensteig benannt, nach der hier liegenden Badestelle am Sandstrand der Havel. 1935 ist der Weg noch unbebaut, 1940 finden sich neben vier bewohnten Grundstücken „Baustellen“ und Sommerhäuser. Mit dem Beginn der Bebauung in Hohengatow wurden Straßen benannt und angelegt, vorher führten hier durch das Waldgebiet bereits Wege, die sich nicht unmittelbar mit den heutigen Verläufen decken. | Krielower Weg |
| Künstlerweg (Lage)             | 0400                   | hier liegende Künstlersiedlung seit 1934 | 9. Aug. 1956        | Die Straße liegt als Ringweg von und zum Groß-Glienicker Weg. Im Süden der Stadtrandsiedlung (Siedlung Habichtswald) auf den Grundstücken 33–44 wurde neben der (späteren) „Reichssiedlung Fliegerhorst“ am Westende des Groß-Glienicker Wegs eine Siedlung für arbeitslose Bildhauer und Maler angelegt. Durch den Ausbau des Flugplatzes Gatow war der Verlauf des Groß-Glienicker Wegs nach Westen überbaut worden. Die Künstlersiedlung ist erstmals im Adressbuch von 1935 mit elf Grundstücken angegeben, die Grundstücke 1–32 sind nicht bebaut worden. Bis 1956 war die Straße eine unbenannte Privatstraße innerhalb der Siedlung. Die aus den Jahren 1932–1934 stammenden Gebäude Künstlerweg 2–12, 13–25, 27 und Hafeldweg 26–49 sind als Gesamtanlage Künstlersiedlung Habichtswald in der Berliner Denkmalliste aufgenommen und somit als erhaltenswert geschützt. Im Adressbuch 1943 sind die Grundstücke 33–43 (ungerade, linke Seite) und 34–44 (rechte Seite, gerade) als „Künstlersiedlung“ notiert, bewohnt von Kunstmalern und Bildhauern. Die Grundstücke 1–32 sind unter Stadtrandsiedlung mit dem Zusatz „Siedlung Habichtwald“ (links ungerade, rechts gerade) aufgenommen, wobei die Bewohner als Arbeiter und Handwerker benannt sind und als Eigentümer die „Gemeinn. Wohnungsbau A.G. Berlin (W 62)“ vermerkt ist. | Künstlerweg |
| Kurt-Marzahn-Straße (Lage)     | 0260                   | Kurt Marzahn (1925–1984), Geodät aus Spandau | 15. Juni 2000       | Die Straße geht in der Siedlung Havelblick west-, dann südwestwärts von der Emil-Basdeck-Straße ab, sie führt nicht zur Straße 265 durch. Die amtliche Benennung erfolgte mit der Umgestaltung der Kleingartenkolonie zur Wohnsiedlung. Der Widerspruch der Anwohner zum Behalt der vorherigen Bezeichnung Westring wurde zurückgenommen, somit ist der jetzige Name seit dem 20. April 2003 auch formell aufgenommen. Die Siedlung Havelblick liegt im Nordosten, an den Rieselfeldern auf Höhe des Hafens. Auf dem Gelände der Siedlung lag bis Ende der 1920er Jahre die Baumschule der Rieselfelder im Besitz der Stadt Charlottenburg. | Kurt-Marzahn-Straße (Richtung Emil-Basdeck-Straße)                                                                         |
| Lee-Parry-Weg                  | 0210                   | Lee Parry (1901–1977), Schauspielerin und Sängerin | 1. Sep. 2013        | Die 2013 benannte Straße ist ein zuvor namenloser Fußweg, der auf den Windmühlenberg führt. Die Namensvergabe erfolgte in Erinnerung an die Hauptdarstellerin des Stummfilms „Die Mordmühle auf Evanshill“, der im Jahr 1921 auch in Gatow gedreht worden war. Die Bockwindmühle auf dem 52 Meter hohen Hügel wurde nach Drehbuch abgebrannt. Ausgangspunkt der Namenswahl war ein Beschluss der Spandauer Bezirksverordnetenversammlung den Anteil von mit Frauennamen benannten Straßen zu erhöhen. Als Fußweg ist er allerdings nicht im Spandauer Straßenverzeichnis aufgenommen worden. | Lee-Parry-Weg |
| Marquardter Weg (Lage)         | 0080                   | Marquardt, havelländische Gemeinde im Süden Gatows, heute ein Ortsteil von Potsdam | 9. Sep. 1931        | Die Straße zwischen Kladower Damm und Im Eulengrund ist die mittlere Erschließungs- und Zufahrtsstraße zur Siedlung Hohengatow. Zu der 6 Meter breiten asphaltierten Straße mit Randstreifen auf beiden Seiten gehören die Grundstücke 1, 3, 3a, sowie 2, 4. Im Adressbuch 1933 und noch 1935 ist sie aufgeführt als unbebaut. 1943 stehen auf Nr. 1 und Nr. 2 Wohnhäuser, die von Militärangehörigen des Flugplatzes bewohnt sind. Am Westende der Straße ist die Straße in eine Linkserweiterung geführt, sodass die Trasse über Im Eulengrund in die Rundung zum Hochwaldsteig führt, obwohl beide Straßenachsen um 60 Meter gegeneinander versetzt sind. | Marquardter Weg vom Kladower Damm nach Ost                                                                                 |
| Maximilian-Kolbe-Straße (Lage) | 0390                   | Maximilian Kolbe (1894–1941), Widerstandskämpfer gegen das NS-Regime | 5. Juni 1980        | Die Straße geht als Sackgasse ostwärts von der Potsdamer Chaussee ab. Sie ist die Zufahrtsstraße zum Landschaftsfriedhof Gatow. Die Straße endet am ehemaligen Rieselfeld Rehbaumstücken. Maximilian-Kolbe-Straße 6 ist die Adresse des Landschaftsfriedhofs Gatow. Der Friedhof war seit 1969 geplant und wurde ab 1976 angelegt. In diesem Zusammenhang wurde das Westende des Seeburger Wegs ausgebaut und als breite Straße mit Parkfläche für die Friedhofsgäste angelegt, mit der Eröffnung des Friedhofs im Jahr 1982 war sie betriebsbereit. | Maximilian-Kolbe-Straße |
| Melsunger Straße (Lage)        | 0280                   | Melsungen, nordhessische Kleinstadt und Luftkurort an der Fulda | 1. Nov. 1969        | Die Straße geht als Sackgasse westlich von der Buchwaldzeile ab. Sie wird von der Straße 269, der vormaligen Zufahrtsstraße zum Rieselfeld fortgesetzt. Ein vorheriger Name war Mittelweg. Der ortsnahe östliche bebaute Teil wurde 1969 benannt. Bebaut sind die Grundstücke auf der ungeraden Seite 3–23f, durch mehrfache Teilung sind 60 Grundstücke nördlich von Am Berghang mit Reihenhäusern (westlicher) und Siedlungshäusern (östlicher) bebaut. Mit dem Grundstück 23 geht die Melsunger Straße als Wohnstraße in die rieselfeldgeprägte Straße 269 über. An der Nordseite befinden sich landwirtschaftliche Nutzflächen. | Blick Richtung Osten entlang der Melsunger Straße                                                                          |
| Pfirsichweg (Lage)             | 0150                   | Pfirsich, Steinfrucht | 9. Sep. 1931        | Die Straße liegt zwischen Bardeyweg (vormals: Straße zur Villa Lemm) und führt als Einbahnstraße nordwärts ab Gatower Straße. Im Jahre 1943 wird die Lage ab Straße zur Villa Lemm auf der linken Seite mit dem Schmidt’schen Haus (Eigentümer ungenannt), Lamprecht’sches Haus und dem Bootshaus des Rudervereins Collegia angegeben, auf der rechten Seite die Angabe „Grundst. geh. z. Gatower Str.“, am Straßenende Alt-Gatow. | Pfirsichweg 7 (Richtung Norden)                                                                                            |
| Plievierstraße (Lage)          | 0090                   | Theodor Plievier (1892–1955), Schriftsteller | 1. Nov. 1965        | Die Straße wurde als Straße 227 nach Bebauungsplan angelegt. Sie liegt mit den Grundstücken 1 und 3 südlich der Kirche als Verbindung zwischen Alt-Gatow und der Buchwaldzeile, sie ist hier die Zufahrt zur Siedlung Windmühlenberg. Die kurze und schmale Straße ist als 30er-Zone ausgewiesen. Sie hat eine Asphaltdecke und auf beiden Seiten Gehwege, auf ihr besteht Park- und teilweise Halteverbot. Der namensgebende Plievier lebte 1934 bis 1945 in der Sowjetunion im Exil, distanzierte sich nach dem Zweiten Weltkrieg vom Kommunismus und wurde durch Tatsachenromane, besonders die Romantrilogie Stalingrad, Moskau und Berlin bekannt. | Eine Straße in Berlin-Gatow                                                                                                |
| Potsdamer Chaussee (Lage)      | 2350 (im Ortsteil)     | Potsdam, Zielort der Chaussee von Spandau her | nach 1905           | Die Straße ist ein Teilstück der B 2 von Gartz an der polnischen Grenze bis Mittenwald an der österreichischen Grenze. Als Chaussee wurde sie zwischen der Stadt Spandau und Potsdam angelegt (B 2), die Berlin-Potsdamer Chaussee (B 1) dagegen führt von Berlin durch Steglitz und Zehlendorf nach Potsdam. Das Straßenland im Ortsteil liegt zwischen Außenweg und der Nordostecke von Engelsfelde am Übergang nach Wilhelmstadt. Die Landesgrenze zu Brandenburg liegt im Gelände am westlichen Straßenrand. Zwischen 1961 und 1990 lag auf diesem Brandenburger Gelände (damals: DDR) die Berliner Mauer. Bis 1945 ragte der „Seeburger Zipfel“ ostwärts nach Spandau hinein und die Chaussee lag zwischen der Straße 269 und nördlich der Straße 265 in Gatow, wobei die Rieselfelder westlich (heute in Brandenburg) ebenfalls Spandauer Territorium waren. | Potsdamer Chaussee |
| Rothenbücherweg (Lage)         | 0830                   | Rothenbücher (verstorben 1889), Grund- und Werftbesitzer in Spandau und Gatow | 9. Sep. 1931        | Die schmale Straße mit teils befestigten teils unbefestigten Bürgersteigen liegt zwischen Bardeyweg und Am Ortsrand und geht in beiden Richtungen als Sackgasse weiter. Südlich vom Bardayweg liegt ein Teilstück des Spandauer Wegs / Havel-Radwegs und es ist die Anliegerstraße (außer für Anlieger gesperrt) zur Villa Lemm. Am Rothenbücherweg sind mehrere Gebäude in der Berliner Liste der Baudenkmale auf genommen. Villa Lemm mit Pförtner- und Wirtschaftsgebäude (Rothenbücher Weg 2/4, Am Ortsrand, Bardeyweg) aus den Jahren 1907–1908 von Max Werner und zudem als Gartendenkmal ausgewiesen der Garten der Villa Lemm (Rothenbücher Weg 2/4 von der Firma Ludwig Späth 1908 ausgeführt). Außerdem befinden sich Rothenbücher Weg 9 das Büdnerhaus aus den Jahren vor 1845. An den Grundstücken 9–19 einschließlich Dorfstraße und Ablage sind Straßenprofil und Straßenbelag aus der 2. Hälfte des 19. Jahrhunderts als nördliche dörfliche Anlage geschützt. Das Wohnhaus Nummer 19 (vor 1845) und das Mietshaus Nummer 21 von 1900 sind wie das Haus Dr. Wagner aus den Jahren 1959–1960 von Heinz Schudnagies ebenfalls als Baudenkmal aufgenommen. | Rothenbücher Weg 9–19 · Rothenbücher Weg 21                                                                                |
| Seepromenade (Lage)            | 040 + (320)            | Promenade am Havelufer | 22. Jan. 1982       | Die Seepromenade geht vom Hellebergeweg nach Nord, und nichtamtlich zur Uferpromenade an der Großen Badewiese am Ufer der Havel entlang. Der Weg, an dem Wochenendparzellen liegen, trägt schon längere Zeit diese nichtamtliche Bezeichnung. 1982 wurde der Abschnitt mit den Grundstücken 1–1f parallel zum Krielower Weg auf diesen Namen gewidmet. Dabei ist das Grundstück 1 der Wasserrettungsstation zugeteilt. Der Name wird allerdings auch für den gesamten Uferweg zwischen Kladow und Wilhelmstadt genutzt und ergänzt durch den als Uferpromenade bezeichneten Verbindungsweg zum Kladower Damm. Entsprechend der anderen Uferwege trägt die Seepromenade, soweit das Havelufer zugänglich ist, zwischen Scharfe Lanke und Straße Am Ortsrand den (nicht amtlichen) Namen Dr.-Kleusberg-Promenade. Auf dieser Strecke verläuft im Übrigen ebenfalls der Havel-Radweg. Der Name Seepromenade ist erstmals im Adressbuch 1933 als unbebaut vom Badewiesenplatz aus genannt. | Seepromenade |
| Straße 264 (Lage)              | 0800                   | nach Bebauungsplan nummeriert | nach 1930           | Die Straße geht 160 Meter westwärts der Buchwaldzeile vom Groß-Glienicker Weg ab. Ein weiterführender Weg endet vor dem ehemaligen Rieselfeldgelände an der Grün- und Ackerfläche Hüllenpfuhlgelände am Gatower Separationsgraben, hierv trifft die Straße auf den Gatower Bauernweg. Die auf der Nordseite bis an die „Siedlung Weiter Blick“ mit Siedlungshäusern bebauten Grundstücke 1–7f (teilweise mit Hintergrundstücken und Zufahrten) reichen bis an den vormaligen Annenhof, der auf Nr. 12 liegt. Auf Grundstück 14 sind zwei Gebäude, auf 16 eine Gartenfläche eingetragen. Auf der Südseite der Straße liegt im Winkel des Groß-Glienicker Wegs eine landwirtschaftliche Nutzfläche. Gegenüber Grundstück 16 liegt der „Vierfelderhof Gatow“, am (physischen) Ende der Straße 264. Der Kinder- und Familienbauernhof Vierfelderhof (Lernort Bauernhof) mit Hofladen und -café und einem Bauernhofkindergarten gibt als Adresse Groß-Glienicker Weg 30 an. | Straße 264 |
| Straße 265 (Lage)              | 0120 (+ 2000)          | nach Bebauungsplan nummeriert | nach 1930           | Die Straße und der verlängernde Weg durch die ehemaligen Rieselfelder liegen zwischen Alt-Gatow und Maximilian-Kolbe-Straße, letztere verlängert die Trasse des Seeburger Wegs (vormalige Ortsverbindung Gatow–Seeburg) vorbei am Landschaftsfriedhof Gatow an die Potsdamer Chaussee. An der Straße 265 liegen bis an die Ecke Triftweg die heute genutzten Grundstücke 43, 45, 55 und 61, zu denen ein Reiterhof gehört. Die Straße ab Alt-Gatow ist zunächst ein verkehrsberuhigter Bereich, gepflastert und mit Straßenschäden ausgewiesen, westlich von der Buchwaldzeile ist sie als unbefestigte Anliegerstraße ausgewiesen. Die Straße führt südlich entlang des Südlichen Rieselfeldabfanggrabens in das ehemalige Rieselfeldgelände. Die Straße hieß bis in die 1950er Jahre Seeburger Straße. 1943 ist im Adressbuch der Seeburger Weg genannt mit der Lage Alt-Gatow–Buchwaldzeile–Feldmark. Zu dieser Zeit liegen auf rechten Seite Rieselfelder und links das Baumgarten’sche Haus des Landwirts H. Baumgarten. Der Weg nach Seeburg verlief am Südrand der Rieselfelder entlang, auf einem Teilstück liegen auch südlich von ihm Rieselfelder. Bis August 1945 schneidet er die Spitze des Gatower Zipfels jenseits der Potsdamer Chaussee, der heute zu Brandenburg gehört. Der Zielpunkt Seeburg verlor in Zeiten der Berliner Mauer für Gatow an Bedeutung, sodass die Planstraßen-Nummer durch die Rieselfelder als (amtliche) Adressangabe genutzt wurde. Im Adressbuch 1922 ist die durch den Ortskern laufende Straße im Ortsteil Gatow lediglich unter Dorf (heute: von Alt-Gatow ab) aufgeführt. Von dieser wird nach Westen führend zwischen dem Kup’schen Haus und Ackerland einerseits und den südlicher liegenden Grundstücken mit dem Haus des Landwirts Ernst Schulze und dem Gemeindehaus „Nach Seeburg“ aufgeführt. | Straße 265: Beginn von der Gatower Straße nach West                                                                        |
| Straße 269 (Lage)              | 2060                   | nach Bebauungsplan nummeriert | nach 1930           | Die Straße verlängert den Melsunger Weg durch die ehemaligen Rieselfelder bis an die Potsdamer Chaussee hin. Sie ist im Anschluss an den bebauten Melsunger Weg als Fahrweg bis über den Triftweg ausgebaut. Weiter führt ein Fled- und Wanderweweg zwischen den Landschaftsschutzgebieten Feldflur Gatow/Kladow (südlich, LSG 29) und LSG 35 (Friedhof und Legestücken) hindurch. Die Straße ist nicht im Spandauer Straßenverzeichnis genannt, da keine Grundstücke zugeordnet sind. Wohl aber ist sie auf der amtlichen Karte Berlin 1:5000 der bezirklichen Vermessungsämter mit Namen zwischen Potsdamer Chaussee (B 2) eingetragen. An der Straßen(nord-)seite liegt der Stichgraben und der westliche Beginn des Südlichen Abfanggrabens. Zudem kreuzt der letzte östlich der Legestücken wieder nach Norden und weiter östlich kreuzt der Separationsgraben die Straße 269. | Straße 265 |
| Triftweg (Lage)                | 1300                   | Trift, steht für Viehweide und den Weg des Viehtriebs | vor 1870            | Der (heutige) Fußweg ist bereits im Schmettau'schen Kartenwerk zwischen dem Weg nach Seeburg und dem Weg nach Groß Glienicke verzeichnet. Er führt am Gatower Separationsgraben entlang, der einst der Rieselfeldentwässerung diente und ist gewidmet zwischen Groß-Glienicker Weg über Straße 269 und Straße 265. Grundstücke sind im Außenbereich nicht zugeordnet. Auf dem Triftweg wurde von Gatower Bauern das Vieh auf die Weide getrieben, weiter westlich am Südlichen Abfanggraben und dem Westlichen Separationsgraben lag der noch 1922 verzeichnete Upstall. Durch die Rieselfeldwirtschaft auf dem Rieselfeld Karolinenhöhe ist der Lauf kaum geändert und der Name blieb erhalten. | Triftweg |
| Uetzer Steig (Lage)            | 0440                   | Uetz, havelländische Gemeinde, mit Paaren vereint und heute ein Ortsteil von Potsdam | 9. Sep. 1931        | Die Straße liegt zwischen Havelmatensteig und Krielower Weg in der Wohnsiedlung Hohengatow (Gatow-Süd). Sie wurde vor der Benennung im Bebauungsplan als Straße 3 bezeichnet. In Gatow sind einige als typisch nationalsozialistisch zu klassifizierende Bauten zwischen 1934 und 1945 entstanden, dazu gehören die Offiziers-Mietvillen von 1937 für Angehörige der Luftwaffe auf dem Flugplatz Gatow entlang des Kladower Damms, des Hellebergewegs und des Uetzer Steigs. Die Gesamtanlage der Mietvillenanlage mit Garagen Hellebergeweg 21–27 und Uetzer Steig 10–20 aus dem Jahr 1937 ist in der Berliner Denkmalliste aufgenommen. Außerdem ist das „Haus Teich“ aus dem Jahr 1933 von Heinrich Sander, Uetzer Steig 4, als Baudenkmal verzeichnet. Mit dem Beginn der Bebauung in Hohengatow wurden Straßen benannt und angelegt, vorher führten hier durch das Waldgebiet bereits Wege, die sich nicht unmittelbar mit den heutigen Verläufen decken. | Uetzer Steig 4 |
| Waldschluchtpfad (Lage)        | 0480                   | Landschaftscharakter der Havelmaten, mit Wald und Hebungen und Senken | 9. Sep. 1931        | Die Straße zwischen Breitehornweg und Karlsbergallee liegt in der Wohnsiedlung Hohengatow (auch als Gatow-Süd) und führt westlich und nördlich um das Krankenhaus Hohengatow (vormals: Geriatrische Klinik), das ab 1930 angelegt, 1996 geschlossen wurde und seither als Pflegeheim genutzt wird. In Gatow sind einige als typisch nationalsozialistisch zu klassifizierende Bauten zwischen 1934 und 1945 entstanden: In Hohengatow Waldschluchtpfad 27 stand neben dem Auslandshaus das Lazarett und Erholungsheim der Organisation Todt von 1944 (heute: Wohnpflegezentrum) Mit dem Beginn der Bebauung in Hohengatow wurden Straßen benannt und angelegt, vorher führten hier durch das Waldgebiet bereits Wege, die sich nicht unmittelbar mit den heutigen Verläufen decken. Der Waldschluchtpfad (Post Bln.=Kladow) ist im Adressbuch 1943 zwischen Karlsbergallee und Forst angegeben. Auf der linken Seite ist ein unbewohntes Haus auf Nr. 1 und folgend Forst angegeben. Auf den Grundstücken der rechten Seite steht auf 12 das Wohnhaus des Architekten A. Nölte, in dem ein Chemiker, ein Obernautiker der Luftwaffe und ein Fliegerfeldwebel wohnen. Das Haus 16 gehört dem Fabrikdirektor G. Romann, der Eigentümer von 18 ist „ungenannt“, zudem sind Sommerhäuser auf den Grundstücken 2–6, 10, 14, 20, 22 vermerkt. | Waldschluchtpfad |
| Weiter Blick (Lage)            | 0630                   | gute Aussicht vom Windmühlenberg über die umgebende Landschaft, symbolisch werbend für die hier liegende Siedlung                                                                                       | 1. Juli 1973        | Die Straße, vorher Straße 257 des Bebauungsplans, ist eine schmale gepflasterte Zufahrt durch die Grundstücke der Wohnsiedlung ‚Weiter Blick‘, die wegen der Dauersiedler aus einer (Kleingarten-)Kolonie umgestaltet wurde, um nicht dem Bundeskleingartengesetz zu unterliegen. Die Straße liegt zwischen Buchwaldzeile und Am Kinderdorf, über die letztere führt sie als Stichstraße weiter. Zur Straße gehören die mit Einfamilienhäusern bebauten Grundstücke 1–29a (ungerade, nördlich) und 2–28 (gerade, südlich) der Siedlung Weiter Blick. Das Albert-Schweitzer Kinderdorf auf den Grundstücken 36–48 westlich der Kreuzung der Querstraße Am Kinderdorf/Annenweg. Die Siedlungshäuser der „Wohnsiedlung Weiter Blick“ liegen bis an Am Kinderdorf, im Norden schließt die Wochenendsiedlung Windmühlenberg an und im Süden die Siedlung an der Nordseite der Straße 264. Die Straße endet mit einer Wendefläche am Grundstück 48, am Gatower Separtionsgraben vor der Acker- und Grünlandfläche „Hüllenpfuhl“. Angelegt und bebaut ist die Trasse schon zu Beginn der 1950er Jahre. | Weiter Blick |

## Nicht mehr benutzte oder geänderte Straßennamen
Im Adressbuch von 1933 finden sich „mit → siehe“ vermerkte Straßennamen, die offensichtlich in vorheriger Bezeichnung noch gebräuchlich waren. Da die 1931 in Hohengatow benannten Straßen mit belegten oder vorgesehenen Grundstücken aufgeführt sind, die Namen mit einem „Siehe-Vermerk“ jedoch nicht waren die letzteren die vorher von den ersten Anliegern benutzte Namen der Wege. Einige der ersten bebauten Grundstücke in Hohengatow waren wohl zu An der Cladower Chaussee zugeordnet. Grundstücke in Gatow sind oft noch nicht durchnummeriert (insbesondere unter Dorf, heute: Alt-Gatow). Noch bis in die 1930er Jahre war Gatow mit dem Vermerk „Post Bln.=Spandau“ versehen.
- Am Birkengrund → Im Eulengrund. 1933 beidseits mit mehreren Baustellen angegeben.
- Am Lindenweg: von der Havelallee abgehend, unbebaut
- An der Havel → Rothenbücherweg. Er ist 1933 zwischen Weinmeisterhorn und Straße zur Villa Lemm und zur Havel gelegen, mit sechs Häusern und mehreren Baustellen.
- An der Kladower Chaussee: gelegen zwischen Gemarkung Kladow (Wald), Hochwaldsteig, Marquardter Weg, Hellebergeweg, Forst: Dorfstraße/Weg nach Groß Glienicke. Mit 13 Häusern und mehreren Baustellen angegeben. Diese Straßenbezeichnung gilt (wohl) für die Häuser, die am Rande der Kladower Chaussee lagen.
- Friedrich-Beutel-Straße: kreuzt Am Lindenweg und ist auch 1933 unbebaut.
- Havelallee → Hellebergeweg. 1933 von An der Kladower Chaussee über Am Lindenweg über Karlsberallee zur Badewiese gelegen, mit mehreren Baustellen aufgenommen. 1933 im Adressbuch bereits der Hinweis „s. Hellebergeweg“
- Haveldamm → Karlsbergallee. 1932 unter diesem Namen mit einem Wohnhaus auf Nr. 4 bebaut und Baustellen in der Lage linksseitig: Waldschlucht–Hochwaldstraße–Waldesruh–Havelallee-Friedrich-Beutel-Straße, dagegen rechtsseitig: Privatweg–Weg zur Havel–Havelallee-Forststraße genannt. 1933 bereits der Hinweis „s. Karlsbergallee“, es sind auf der linken Seite (nordwärts) mehrere Baustellen und rechte Seite (zum Krielower Platz) ein Haus und mehrere Baustellen aufgeführt.
- Lindwerder (Insel): 1932 unter „Post Berlin-Wannsee“,[39] noch zu Gatow gehörig. Bis zur Reform der Bezirksgrenzen 1938 gehörten die Inseln (Lindwerder und Kladower Sandwerder) in der Havel zu Spandau. Heute liegt die Havelgrenze westlich der Inseln und Lindwerder gehört zum Bezirk Steglitz-Zehlendorf, Ortsteil Nikolassee.
- Mühlenweg: unbebaut, von der Dorfstraße abgehend
- Schulstraße → Buchwaldzeile. 1933 ist sie zwischen Seeburger und Mühlenweg mit zwei Häusern und der Gemeindeschule und weiter zum Groß-Glienicker Weg mit fünf Mehrfamilienhäusern verzeichnet, darunter das Brandis'sche Arbeiterhaus der Stadt Berlin als Eigentümerin und dem Verwalter Brandis, Gutspächter in Neu-Kladow.
- Seeburger Weg: von der Dorfstraße über Schulweg zur Feldmark, sie ist mit einem Haus, mehreren vergebenen Grundstücken und auf der rechten Seite (westwärts gesehen) als unbebaut (ohne vergebene Grundstücke) angegeben. Der Straßenzug liegt auf der Trasse der Melsunger Straße und Straße 269.
- Straße zur Villa Lemm: von der Chaussee nach Spandau abgehend über Rothenbücherweg zur Dorfstraße und lag (wohl) im Zuge des Bardaywegs. Angegeben mit drei Häusern und vergebenen Grundstücken zwischen Rothenbücherweg und Dorfstraße.
- Waldesruhstraße → Besingweg. Mit drei Häusern und mehreren Baustellen 1933 angegeben.
- Weinmeisterhorn: unter Post Berlin-Pichelsdorf, von der Gemarkung Spandau nach Gatow hineinführend mit 17 Grundstücken, teilweise Grundstücke des Seglervereins sowie Seglerheim und Restaurant Weinmeisterhorn. Gehört heute als Siedlung Weinmeisterhöhe zu Wilhelmstadt.

## Weitere Örtlichkeiten von Gatow

### Kleingartenkolonien
- KGA ‚Havelmaten‘ (Kladower Damm 57, Lage) ist eine Kleingartenanlage mit 35 Parzellen auf 9343 m² landeseigenem Pachtland der Stufe IV, Kleingartenflächen, die laut Darstellung des Flächennutzungsplans erhalten bleiben sollen. Am Nordrand der KGA mündet der Südliche Rieselfeldabfanggraben und an seinem Südufer[38] stand rund 100 Jahre lang eine Ziegelei (Mitte des 18. bis Mitte des 19. Jahrhunderts)[3]

### Siedlungen
- Wochenendsiedlung ‚Windmühlenberg‘ (Lage)
- Wochenendsiedlung ‚Rothenbücher Weg, Gatower Straße 235‘ (Lage)
- Wochenendsiedlung ‚Weiter Blick‘ (Lage)
- Wochenendsiedlung am Hellebergeweg (Lage)
- Siedlung Havelblick (Lage)
- Fliegerhorstsiedlung und Künstlersiedlung Habichtswald (Lage)

### Parks und Grünflächen
- Park am Windmühlenberg (RBS: 08163, Lage)
- LSG 29 – Feldflur Gatow/Kladow (Lage)
- LSG 39 – Rieselfelder Karolinenhöhe (Lage)
- Gatower Heide, LSG 35 – Gatow/Kladow/Groß Glienicke (Lage)
- Große Badewiese Gatow (RBS: 08215, Lage) Der Ortsteil Gatow hat drei Havelbadewiesen. Die „Große Badewiese“ in Höhe Hohengatow liegt gegenüber vom Grunewaldturm.[59]
- Kleine Badewiese (Lage): Havelbadewiese in der Nähe des alten Gatower Dorfkerns.[59]
- Haveldüne (RBS: 08216, Lage)
- Hüllepfuhlpark (RBS: 08159, Lage)
- Liegewiese „Plessches Gelände“, nördlich von Am Ortsrand[59] (RBS: 08163, Lage)
- Landschaftsfriedhof Gatow[48] (Maximilian-Kolbe-Straße 6, an der Straße 256, Lage) Zu Beginn der 1960er Jahre entstand durch erhöhten Zahlen an Sterbefällen auf diesem Friedhof An den Kisseln Platznot ein und im Umland war eine Erweiterung durch die DDR-Mauer unmöglich. 1969 begannen Planungen für den neuen Friedhof auf den Gatower Rieselfeldern im Süden des Spandauer Stadtgebiets, er wurde auf 18 Hektar 1982 eröffnet mit Feierhalle, Glockenturm und Wartehall. Die Belegung blieb hinter den Kapazitäten zurück, so besteht seit 1988 die Möglichkeit für Verstorbene islamischen Glaubens[60] und seit 1994 ein abgetrennter Friedhofsteil für Angehörige der griechisch-orthodoxen Religion.
- Evangelischer Friedhof in Alt-Gatow
- Forstamt Tegel Revierförsterei Gatow, RBS: 09370 (Kladower Damm 130–148, Lage)